# オオサシガメ
オオサシガメ（大刺亀） Triatoma rubrofasciata は、カメムシ目（半翅目）・サシガメ科に分類されるカメムシの一種。日本に生息するサシガメのうち唯一の脊椎動物からの吸血性の種である。

## 形態
雌雄とも成虫の体長は20mm前後で、サシガメの中では大型種の部類に属する。体色は赤褐色であるが、腹節には褐色の帯がある。翅は腹部の先端にわずかに達しない。

## 分布
日本国内では沖縄本島、宮古島、石垣島、西表島、与那国島から記録されており、国外では台湾、中国南部、東南アジアにかけて広く分布する。アジアから人間の活動に伴ってハワイのオアフ島とカウアイ島にも侵入し、定着している。また、岩手県でも発見された。

## 生態・生活史
ネズミ類の巣に生息し、成虫、幼虫ともにネズミ類から吸血する。卵は長径約2mmで他のサシガメ科のカメムシと同様に上端に蓋を有し褐色。産卵後20-30日で蓋を押し上げて孵化する。幼虫は6齢を経過し、脱皮の度に多量に吸血する。孵化してから成虫になるまで180-195日を要する。成虫になってからは約120日生存する。
ネズミが巣から去ったり、ネズミが駆除を受けて宿主を失うとヒトからも吸血し、日中は木造家屋の柱や壁の隙間に潜んで夜間に出歩いてヒトを襲う。皮膚の上や寝具、衣服の内外を歩いたり潜り込んだりすることはなく、離れたところから口吻を前方に伸ばし、皮膚の露出した部分から吸血する。吸血後は著しく発赤、腫脹が生じ、灼熱感を伴う。中南米産の近縁種のような病原体媒介性は知られていない。日本では木造家屋が減少し、ブロック造り、コンクリート造りに置き換わるのに並行してほとんど見られなくなってきている。